# Herbert Lange
Herbert Lange, född 29 september 1909 i Menzlin, död 20 april 1945 i Bernau, var en tysk SS-officer. Han var förintelselägret Chełmnos kommendant från december 1941 till mars 1942.

## Biografi
Efter Tysklands erövring av Polen i september 1939 blev Herbert Lange chef för en särskild insatsstyrka, Sonderkommando Lange, som i huvudsak hade i uppgift att mörda psykiskt funktionshindrade personer i gasvagnar. Bland annat gasades patienter i Dziekanka, Kościan, Kochanówka, Śrem, Warta, Działdowo och Ciechanów. Den 8 december 1941 genomfördes de första gasningarna i förintelselägret i Chełmno och Lange blev lägrets förste kommendant. Han efterträddes i mars 1942 av Hans Bothmann.
Under andra världskrigets senare hälft var Lange verksam vid kontraspionageavdelningen inom Reichssicherheitshauptamt (RSHA), Tredje rikets säkerhetsministerium. Efter 20 juli-attentatet mot Adolf Hitler 1944 deltog Lange i den kommission som blev satt att klara upp mordförsöket.
Lange stupade i slaget om Berlin.
Brittiskan Christabel Bielenberg, som tillbringade krigsåren i Tyskland, förhördes av Lange i januari 1945. Hon beskriver denne: 
| ” | Nu kunde jag se honom. Han var inte mer än en kroppslös falsettröst; ung, undersätsig, med päronformat huvud. Han hade mörkt, glest hår över en hög, smal panna, runda kinder och en liten mun med tjocka läppar. Han var verkligen ingen skönhet, men det var hans blick som gjorde honom så skrämmande. De tättsittande små ögonen var blå och kalla och stirrade intensivt och vaksamt på mig. | „ |

## Befordringar inom SS
| Datum            | Tjänstegrad      |
| ---------------- | ---------------- |
| 9 november 1938  | Untersturmführer |
| 20 april 1940    | Obersturmführer  |
| 1 september 1941 | Hauptsturmführer |
| 9 november 1944  | Sturmbannführer  |